# Tyrannochthonius troglobius
Tyrannochthonius troglobius és una espècie d' aràcnid de l'ordre Pseudoscorpionida de la família Chthoniidae.

## Distribució geogràfica
Es troba de forma endèmica a Mèxic.